# Bezirk Jaworzno
Bezirk Jaworzno – dawny powiat (Bezirk) kraju koronnego Królestwo Galicji i Lodomerii, funkcjonujący w latach 1854–1867. Siedzibą starostwa była wieś Jaworzno.

## Historia
Bezirk Jaworzno utworzono w ramach reformy uwłaszczeniowej z okresu Wiosny Ludów (1848–1849), która likwidowała jurysdykcję właściciela ziemskiego nad poddanymi. W Galicji, dominium – jako podstawowa jednostka administracyjna i filar systemu feudalnego straciło rację bytu. Konieczne stało się zatem wprowadzenie nowego systemu administracyjnego, którego zręby powstały w latach 1851–1855. Nowy trójstopniowy podział administracyjny objął 21 cyrkułów (niem. Kreise), 179 małych powiatów (niem. Bezirke) i ponad 6000 gmin (niem. Gemeinde). 
Bezirk Jaworzno objął obszar o wielkości 3,5 mil², zamieszkany przez 11.139 ludzi i podzielony na 14 gmin katastralnych. Była to najmniejsza liczba gmin w jednym Bezirku w całej Galicji, pomijając Kraków i Lwów. Wszedł w skład cyrkułu krakowskiego, jako jeden z jego pięciu powiatów ziemskich. Od północy powiat graniczył z Imperium Rosyjskim a od zachodu z Królestwem Prus.
Po nadaniu Galicji autonomii oraz powołaniu samorządu gminnego i powiatowego w 1865 zlikwidowano cyrkuły (Kreise). Dotychczasowe małe powiaty (Bezirke) w liczbie 179, utrzymały się do 1867 roku, kiedy to w następstwie kolejnej reformy administracyjnej (23 stycznia 1867) zostały zastąpione przez 74 większych powiatów. Jednym z tych nowych powiatów był powiat chrzanowski, w skład którego wszedł m.in. w całości zniesiony Bezirk Jaworzno.

## Podział administracyjny (1854)
| Lp. | Gmina jednostkowa | Powierzchnia | Ludność | Powiat w 1867 po zniesieniu |
| --- | ----------------- | ------------ | ------- | --------------------------- |
| 1   | Jaworzno          | 8065         | 2682    | chrzanowski                 |
| 2   | Byczyna           | 3005         | 1104    | chrzanowski                 |
| 3   | Ciężkowice        | 7419         | 1128    | chrzanowski                 |
| 4   | Czyżówka          | 1157         | 188     | chrzanowski                 |
| 5   | Dąbrowa Narodowa  | 775          | 1030    | chrzanowski                 |
| 6   | Długoszyn         | 1697         | 394     | chrzanowski                 |
| 7   | Góry Luszowskie   | 488          | 287     | chrzanowski                 |
| 8   | Jeleń             | 2598         | 1094    | chrzanowski                 |
| 9   | Luszowice         | 1551         | 597     | chrzanowski                 |
| 10  | Myślachowice      | 2025         | 769     | chrzanowski                 |
| 11  | Płoki             | 1595         | 393     | chrzanowski                 |
| 12  | Siersza           | 1400         | 632     | chrzanowski                 |
| 13  | Szczakowa         | 2716         | 549     | chrzanowski                 |
| 14  | Wodna             | 734          | 292     | chrzanowski                 |

Objaśnienie:
(M) = miasto; (m) = miasteczko